# August Laumer
August Laumer (* 1970 in Falkenstein) ist ein deutscher römisch-katholischer Theologe.

## Leben
Nach dem Abitur 1989 am Johannes-Turmair-Gymnasium in Straubing studierte er Katholische Theologie an den Universitäten in Regensburg und Freiburg im Breisgau. 1994/95 absolvierte er ein Aufbaustudium in Erwachsenenpädagogik an der Hochschule für Philosophie München. 1995/96 folgte der Pastoralkurs der Diözese Regensburg und 1996 die Priesterweihe. Von 1996 bis 2001 war er Kaplan in Burglengenfeld und Straubing und von 2001 bis 2010 Pfarrvikar in Regensburg und Thalmassing-Wolkering. 2005 wurde er an der Katholisch-Theologischen Fakultät der Universität Regensburg zum Dr. theol. promoviert. 2009/2010 habilitierte er sich in Praktischer Theologie und wurde zum Privatdozenten ernannt. 2011 wurde er Juniorprofessor für Pastoraltheologie an der Katholisch-Theologischen Fakultät der Universität Augsburg. Seit 2016 vertritt er die Professur für Pastoraltheologie.

## Auszeichnungen
- 2005: Professor-Josef-Engert-Preis der Stadt Regensburg

## Schriften (Auswahl)
- Heinz Fleckenstein, (1907–1995). Pastoral- und Moraltheologe in Regensburg und Würzburg. Leben und Werk (= Studien zur Theologie und Praxis der Seelsorge. 59). Echter, Würzburg 2005, ISBN 3-429-02611-3.
- Karl Rahner und die praktische Theologie (= Studien zur Theologie und Praxis der Seelsorge. 79). Echter, Würzburg 2010, ISBN 978-3-429-03266-1.
- Pastoraltheologie. Eine Einführung in ihre Grundlagen. Pustet, Regensburg 2015, ISBN 978-3-7917-2662-5.